# Kap Bon
Kap Bon ("Gode Kap"), også kendt som Res et-Teib (arabisk: الرأس الطيب),  Shrīk-halvøen, eller Watan el Kibli, er en halvø i det fjerne nordøstlige Tunesien. Kap Bon er også navnet på det nordligste punkt på halvøen, også kendt som Res ed-Der, og kendt i antikken som Kap Merkur (latin: Promontorium Mercurii; oldgræsk: Ερμαία ἄκρα ) eller Kap Hermaeum.

## Halvø
Halvøens nordlige kyst udgør den sydlige ende af Tunisbugten, mens dens sydlige kyst er ved Hammametbugten.
Ruinerne af den puniske by Kerkouane ligger også her. Djebel Mlezza ("Mt Mlessa") har grave fra Agathokles' tid, som blev udgravet lige før 1. verdenskrig.